# Ántero Aspíllaga Barrera
Ántero Aspíllaga Barrera (Pisco, Perú, 1849–Lima, 8 de diciembre de 1927) fue un empresario agrícola y político peruano. Fue ministro de Hacienda de 1887 a 1889, alcalde de Lima de 1896 a 1897, presidente del Senado en 1902-1903 y 1909-1910, candidato en dos oportunidades a la presidencia de la República representando al Partido Civil (1912 y 1919), y presidente del Club Nacional (1917-1919).

## Hacendado
Hijo de Ramón Aspíllaga Ferrebú, de nacionalidad chilena, y Melchora Barrera Pérez. Casó el 15 de septiembre de 1890 con Ana María Argote Nieto.
En Lima estudió en el colegio de Noboa y luego en el colegio francés de Loiseau y Fontaine. Tras culminar su educación básica, se instaló en su hacienda Cayaltí, situado sobre la margen derecha del río Saña, en la provincia de Chiclayo. Era la época en que se empezó a cultivar algodón en las haciendas de la costa, debido a la alta cotización que adquirió dicho producto en los mercados internacionales, a raíz de la guerra civil norteamericana. Tras finalizar esta y ante la baja de los precios algodoneros, los agricultores optaron por el cultivo de caña de azúcar. Aspíllaga viajó a Europa para adquirir maquinarias, arados y otros artefactos, así como para estudiar los últimos adelantos de la industria agrícola. Durante la Guerra del Pacífico tuvo que pagar un fuerte cupo a las fuerzas chilenas de ocupación, para evitar que arrasaran su hacienda.

## Diputado y Ministro de Hacienda

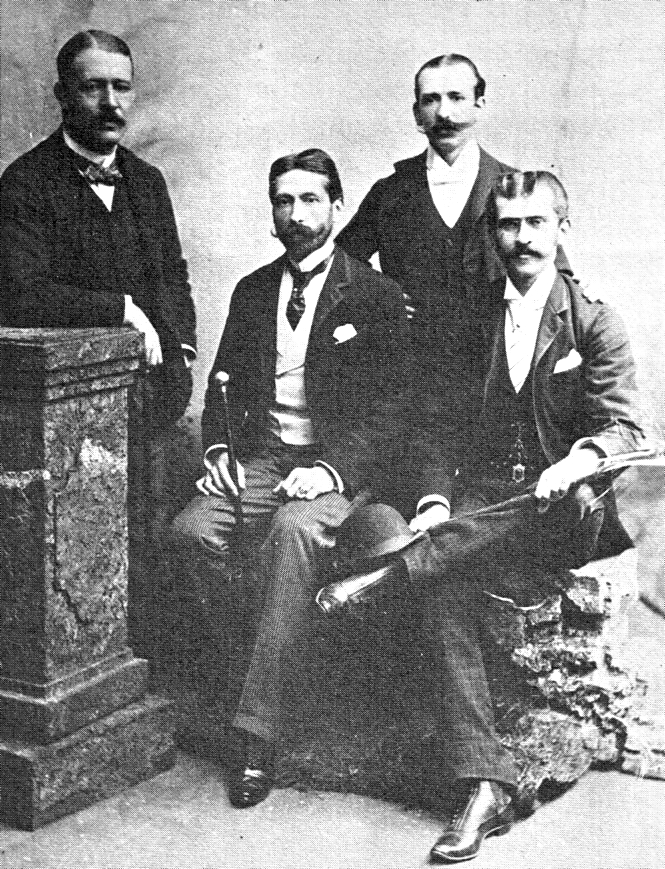
Hacendados peruanos en el Estudio Fotográfico Courret. De pie, Felipe Pardo y Barreda; con bastón, Ántero Aspíllaga, y de sombrero, el ingeniero Correa. Año 1889.

En 1886 fue elegido diputado por Chiclayo siendo reelegido en 1889. En el primer gobierno del general Andrés A. Cáceres formó parte del gabinete ministerial presidido por Aurelio Denegri, en calidad de ministro de Hacienda, que desempeñó de 8 de noviembre de 1887 a 1 de marzo de 1889. Durante su gestión tomó medidas importantes, como el restablecimiento de la moneda metálica, que trajo la inevitable depreciación del billete fiscal o papel moneda, hasta hacerlo desaparecer. Y para el arreglo de la deuda externa, celebró el contrato Aspíllaga-Donoughmore (llamado después Contrato Grace), que provocó ardorosos debates parlamentarios y la renuncia del gabinete Denegri. La aprobación de dicho contrato se lograría meses después, cuando el gobierno eliminó a la minoría opositora y muy combativa del Congreso. Aspíllaga, en su condición de diputado por Chiclayo, participó en el debate parlamentario, en defensa del contrato.

## Senador. Presidente del Senado
En 1892 y 1893 fue senador por Lambayeque y en 1895 fue elegido senador por Lima, siendo varias veces reelegido, ejerciendo esta representación durante veinte años. Presidió el Senado durante cuatro legislaturas: 1902, 1903, 1909 y 1910.
Cuando el Partido Civil se reconstituyó a principios de los años 1890, apartándose de su alianza con el cacerismo, Aspíllaga figuró como uno de sus más importantes dirigentes.
Elegido alcalde de Lima en 1910, no aceptó dicho cargo por razones éticas, siendo reemplazado por Guillermo Billinghurst. Prefirió ser director de la Beneficencia Pública de Lima. Ese mismo año hizo un segundo viaje a Europa, donde estudió los últimos progresos industriales y adquirió modernas maquinarias para su hacienda Cayaltí.

## Candidato a la presidencia de la República
Durante el primer gobierno de Augusto B. Leguía, se mantuvo leal a este presidente, no obstante producirse un escisión del partido civil: un grupo de civilistas se separaron y formaron en el parlamento el llamado Bloque, en alianza con otras fuerzas opositoras.
En 1911 fue elevado a la presidencia de la junta directiva del Partido Civil gubernamental, el cual lanzó su candidatura a la presidencia de la República para las elecciones de 1912. Todo hacía presagiar su triunfo, pues contaba con el apoyo gubernamental; en el mismo Congreso dominaban sus partidarios. Asimismo, contaba con ingentes recursos económicos para realizar su campaña electoral. Pero ninguna de las candidaturas en disputa alcanzó la mayoría necesaria. Debido a ello, la elección del presidente se trasladó al Congreso. La mayoría leguiísta de ambas cámaras, de manera desleal, optó por elegir  al exalcalde de Lima Guillermo Billinghurst, cuya candidatura había sido lanzada a última hora contando con el respaldo popular (1912).
En 1918 fue nuevamente elegido presidente de la Junta Directiva del Partido Civil y se empezó entonces a hablar nuevamente de su candidatura a la presidencia, para reemplazar al presidente José Pardo y Barreda, que se hallaba en su segundo gobierno.

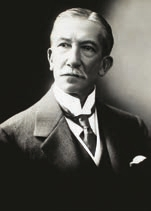
Fotografía de Ántero Aspíllaga, hacia 1920.

Efectivamente, en la elecciones de 1919 volvió a postular a la presidencia como candidato civilista del gobierno; en esta ocasión auspició la fundación del diario La Ley, que apoyó su campaña, la cual fue muy reñida. Su rival, el expresidente Augusto B. Leguía, empezaba a vislumbrarse como el triunfador, pero no quiso esperar el resultado final de los comicios, y aduciendo que se fraguaba desde el gobierno un fraude, dio un golpe de Estado el 4 de julio de 1919, inaugurando así su segundo gobierno que fue conocido después como el Oncenio. Aspíllaga optó entonces por retirarse de la vida pública y se consagró a sus labores agrícolas.

Aspíllaga tenía fama de ser un hombre circunspecto, elegante, honesto, caballeroso y maduro. Sus vestidos eran confeccionados por el sastre Poole de Londres. A su larga actuación política en los más altos cargos (solo le faltó la presidencia de la República) unía una considerable fortuna y su mansión señorial era un gran centro aristocrático en Lima.
Jorge Basadre